# Simona Ionescu
Simona Ionescu (* 8. Januar 1994 in Bukarest) ist eine ehemalige rumänische Tennisspielerin.

## Karriere
Ionescu begann mit sieben Jahren das Tennisspielen und bevorzugt Sandplätze. Sie spielte ausschließlich Turniere der ITF Women’s World Tennis Tour, wo sie aber keinen Titel gewinnen konnte.
Ihr bestes Ergebnis war eine Finalteilnahme 2014 beim mit 10.000 US-Dollar dotierten ITF-Turnier in Bukarest, wo sie Mihaela Buzărnescu mit 3:6, 6:2 und 1:6 unterlag sowie eine Finalteilnahme 2015 in Iași, wo sie Anastasia Vdovenco mit 1:6, 7:63 und 3:6 unterlag. 2014 bis 2016 erreichte sie mehrere Halb- und Viertelfinals bei mit 10.000 bzw. 25.000 US-Dollar dotierten Turnieren.
Im Juli 2017 spielte sie ihr letztes ITF-Turnier in Bukarest und wird seit 2018 nicht mehr in den Weltranglisten geführt.